# Три жёлудя
Крепость «Три жёлудя» (люкс. Dräi Eechelen, фр. Trois glands, нем. Drei Eicheln) — часть исторических укреплений Люксембурга.

## Описание
Расположена в парке «Три Жёлудя» в районе Кирхберг на юго-востоке города. Крепость имеет три башни, на крыше каждой из них расположен жёлудь, в честь чего она и получила своё название. Также крепость имеет название Тюнген (люкс. Thüngen), в честь коменданта крепости барона Адама Зигмунда фон Тюнгена (нем. Adam Sigmund von Thüngen).
По Лондонскому договору 1867 года большая часть крепости была разрушена. Остались только три башни и фундамент остальной части крепости. В 1990 году параллельно с постройкой музея современного искусства Мудам была произведена полная реконструкция крепости. На территории крепости расположено два музея, музей современного искусства Мудам и музей Три Жёлудя (люкс. Musée Dräi Eechelen), посвященный истории крепости и города.